# Robert C. Solomon
Robert C. Solomon (Detroit, Estados Unidos; 14 de septiembre de 1942-Zúrich, Suiza; 2 de enero de 2007) fue un profesor de Filosofía continental en la Universidad de Texas en Austin, hijo de padre abogado y madre artista.

## Carrera

### Primeros estudios
Luego de obtener su pregrado en Biología molecular en la Universidad de Pensilvania en 1963, se mudó a la Universidad de Míchigan para estudiar Medicina, cambiándose a Filosofía para obtener una Maestría en Artes (1965) y un Doctorado en Filosofía (1967).

### Docencia e investigación
Solomon tuvo varias posiciones en facultades de la Universidad de Princeton, la Universidad de California, Los Ángeles y la Universidad de Pittsburgh. Excepto por dos años en la Universidad de California, Riverside a mediados de los años 80, fue docente en la Universidad de Texas en Austin en la cátedra de Filosofía y Administración Quincy Lee Centennial, desde 1972 hasta el momento de su muerte. Fue miembro de la Academy of Distinguished Teachers de la Universidad de Texas y de la clase inaugural de los consejeros académicos en el Business Roundtable Institute for Corporate Ethics.
Sus ámbitos de interés iban desde la filosofía alemana del siglo XIX —especialmente Hegel y Nietzsche— a la filosofía continental del siglo XX —en especial Sartre y la fenomenología, así como la Ética y la filosofía de las emociones. Solomon publicó más de 40 libros de Filosofía y fue también autor de varias canciones publicadas. Hizo un cameo en el filme Despertando a la vida (Waking life, 2001) de Richard Linklater, en el que discute la continua relevancia del existencialismo en un mundo posmoderno. Desarrolló una teoría cognitiva de las emociones según la cual las emociones, al igual que las creencias, son susceptibles a una valoración y una revisión racionales. Le interesaba en particular la idea del "amor", mostrándose contrario a la noción de que el amor romántico es un estado inherente del ser. Él, en cambio, sostenía que se trata de una construcción de la cultura occidental, popularizada y propagada de forma tal que, para muchos, ha adquirido estatus universal. Para Solomon, el amor no es una cualidad estática y universal, sino un emoción sujeta a las mismas vicisitudes que otras emociones como la ira o la tristeza.
Solomon recibió numerosos premios a la docencia en la Universidad de Texas en Austin. Fue conferencista frecuente en el reputado Plan II Honors Program. Se le reconocía por sus conferencias sobre Nietzsche y otros filósofos existencialistas. En una conferencia, Solomon describió una experiencia muy personal que tuvo en sus días de estudiante de medicina en la Universidad de Míchigan. Él contó cómo un día dio, como por casualidad, con una atestada sala donde se llevaba a cabo una conferencia. A la sazón, él estaba bastante descontento con sus estudios médicos y quizás se hallaba buscando algo diferente ese día; eso fue lo que obtuvo precisamente. El profesor Frithjof Bergmann, quien conferenciaba aquel día sobre un tema que Solomon aún desconocía, hablaba de cómo la idea de Nietzsche fórmula la pregunta fundamental: "Si se te diera la oportunidad de vivir tu vida una y otra vez ad infinitum, y se te forzara a atravesar todo el dolor y la aflicción de la existencia, ¿te vencería la desesperación? ¿O caerías de rodillas en gratitud?
Solomón murió el 2 de enero de 2007 en el Aeropuerto Internacional de Zúrich, víctima de una hipertensión pulmonar. Su esposa Kathleen M. Higgins, coautora de varios de sus libros, es también profesora de filosofía en la Universidad de Texas en Austin.

## Selección de publicaciones
- Espiritualidad para escépticos: meditaciones sobre el amor a la vida (2003) (Spirituality for the Skeptic: The Thoughtful Love of Life
- ¿Qué es una emoción? Lecturas clásicas de psicología filosófica (1989) (What Is An Emotion?: Classic and Contemporary Readings) (coautor)
- Breve historia de la filosofía (1999) (A passion for wisdom: a very brief history of philosophy) (coautor, con Kathleen M. Higgins)
- Ética emocional (2007) (Emotional ethics)
- Existentialism (1974)
- The Passions (1976)
- In the Spirit of Hegel (1983)
- From Hegel to Existentialism (1987)
- Continental Philosophy Since 1750 (1988)
- About Love: Reinventing Romance for Our Times (1988)
- The Philosophy of {Erotic} Love, with Kathleen M. Higgins (1991)
- Ethics and Excellence (1992)
- A Passion For Justice (1995)
- It's Good Business: Ethics and Free Enterprise for the New Millennium (1997)
- The Joy of Philosophy (1999)
- Wicked Pleasures: Meditations on the 'Seven' Deadly Sins (2000)
- What Nietzsche Really Said (coautor) (2000)
- From Rationalism to Existentialism (2001)
- Phenomenology and Existentialism (2001)
- Sexual Paradigms (2002)
- The Big Questions: A Short Introduction to Philosophy (2002)
- From Africa to Zen: An Invitation to World Philosophy (coautor)(2003)
- Living with Nietzsche (Oxford, 2003)
- Building Trust (coautor) (2003)
- Thinking about Feeling: Contemporary Philosophers on Emotions (Oxford, 2004)
- Dark Feelings, Grim Thoughts: Experience and Reflection in Camus and Sartre (Oxford, 2006)
- True to Our Feelings: What Our Emotions Are Really Telling Us (Oxford, 2006)